# محمد جلالی چیمه
محمد جلالی چیمه (زادهٔ ۱۳۲۹، کاشان) شاعر ایرانی مشهور به م، سحر و الف-روشنا است.

## زندگی‌نامه
چیمه تحصیلات متوسطه را به‌ترتیب در نطنز و کاشان و تهران گذراند و در رشتۀ علوم طبیعی دیپلم گرفت. پس از آن در رشتۀ بازیگری و کارگردانی تئاتر در دانشکدۀ هنرهای زیبای دانشگاه تهران تحصیل کرد. جلالی در سال ۱۳۵۹ برای ادامۀ تحصیل در رشته‌های جامعه‌شناسی، ادبیات و تئاتر به پاریس رفت. در آن‌جا با نشریۀ طنزآمیز آهنگر که در لندن و به‌کوشش منوچهر محجوبی منتشر می‌شد، همکاری کرد.
جلالی از آغاز شکل‌گیری کانون نویسندگان ایران در تبعید در ۱۳۶۱، به پیشنهاد و درخواست غلامحسین ساعدی به کانون پیوست و چندین دوره از اعضای فعال هیئت دبیران بود. وی همچنین در بازیگری و اجرای چند نمایش‌نامه همکاری داشته، و نیز در زمینۀ شعر و ادب فارسی و هنر ایران در دانشکدۀ زبان‌های شرقی پاریس تدریس کرده است. وی هم‌اکنون ساکن پاریس است.

## ماجرای شعر بزن باران
"بزن باران" در تابستان ۱۳۶۰ سروده شد و در سال ۱۳۷۵ با صدای حبیب محبیان، راک‌استار ایرانی منتشر شد.
شاعر در مورد داستان سروده شدن این شعر می‌گوید: «من در دهه شصت دانشجوی جامعه شناسی در پاریس بودم که اتفاق دهشتناکی در ایران روی داد. پس از خرداد ۱۳۶۰ تصمیم گرفته شده بود که نسل جوان و نسلی که تازه سربرآورده بود را قربانی کنند. کشتارها شروع شده بود و روزی نبود که جوانان آرمان خواه و کسانی که آن‌چنان هم از سیاست اطلاعی نداشتند و به قول معروف تازه سر از تخم به در آورده بودند و فکر می‌کردند که می‌خواهند جامعه را به سوی آزادی و عدالت ببرند قربانی می‌شدند. پس از کشتارهای نخستین و به ویژه قتل «سعید سلطان‌پور» که از هم دوره‌های ما در دانشکده هنرهای زیبا و شاعر و کارگردان تئاتر بود بسیار متاثر شدم‌. روزی باران تندی گرفت و من این را نوشتم‌:
«بزن باران بهاران فصل خون است…»آن‌چه که دقیقا به خاطر دارم این است که ما مدام به رادیو گوش می‌دادیم و وقتی که فهرست اعدامیان آن روز را می‌خواندند و شنیدم که سعید سلطان‌پور نفر اول است دیگر مابقی را گوش ندادم‌. بی‌اختیار از منزل دوستم بیرون زدم و به یاد دارم که در کوچه فریاد می‌زدم‌....»